# Пётр II Делян
Пётр Делян (болг. Петър Делян; умер в 1041) — предводитель восстания болгар против византийского владычества, начавшегося летом 1040 года в регионе Поморавье (в современной Сербии). Он был провозглашён царём Болгарии (как внук Самуила) в Белграде (летом 1040 года). Возможно, что его настоящее имя просто Делян. В этом случае он принял имя Петра II после воцарения, в честь царя Петра I (Petăr I), умершего в 969 году. Год его рождения неизвестен: вероятнее всего, вскоре после 1000 года и до 1014 года; скорее всего, он умер в 1041 году.

## Биография

### Происхождение
Его происхождение неизвестно. Он утверждал, что является сыном Гавриила Радомира и внуком Самуила, но он также мог быть местным жителем, возглавившим восстание и придумавшим легенду о царском происхождении для того, чтобы усилить притязания на трон.
Те, кто верят в его происхождение от Радомира, считают его сыном Радомира от брака с Маргаритой, сестрой короля Венгрии Иштвана Святого. Она была удалена от двора Самуила (еще до воцарения Гавриила Радомира) во время своей беременности. Согласно этой версии, Делян родился в Болгарии и оставался в ней со своим отцом. После убийства Гавриила Радомира Иваном Владиславом и завоевания Болгарии Византией в 1018 году, Делян попал в плен, был вывезен в Константинополь и отдан как слуга неизвестному византийскому вельможе. Он сумел бежать и отправился в Венгрию, родину его матери, откуда он перешёл в Болгарию и поднял восстание против Византии, воспользовавшись недовольством от введения византийским правительством денежного налога.
Те же, кто считают его обычным болгарином, считают, что Белград был выбран для коронации не потому, что он лежит на границе Византии и Венгрии, и, тем самым, стал первым городом, куда попал Делян после пересечения границы, а просто из-за того, что он оказался первым городом, занятым восставшими. Они также указывают, что крайне маловероятным является то, что Иван Владислав, убив Гавриила Радомира и его жену Марию для того, чтобы завладеть престолом, не убил бы сыновей и наследников Радомира, чтобы устранить конкурентов. В частности, известно, что он велел убить сербского князя Дукли Ивана Владимира, женатого на дочери Самуила, Косаре (Теодоре), так как подозревал его в претензиях на болгарский престол.

### Восстание
Летом 1040 года в феме Болгария местное население подняло восстание против Византии. Две главные причины состояли в замене в 1037 году болгарского архиепископа Охрида Иоанна Дебарского греком Львом Охридским, что начало процесс эллинизации, а также введение византийским правительством денежного налога.

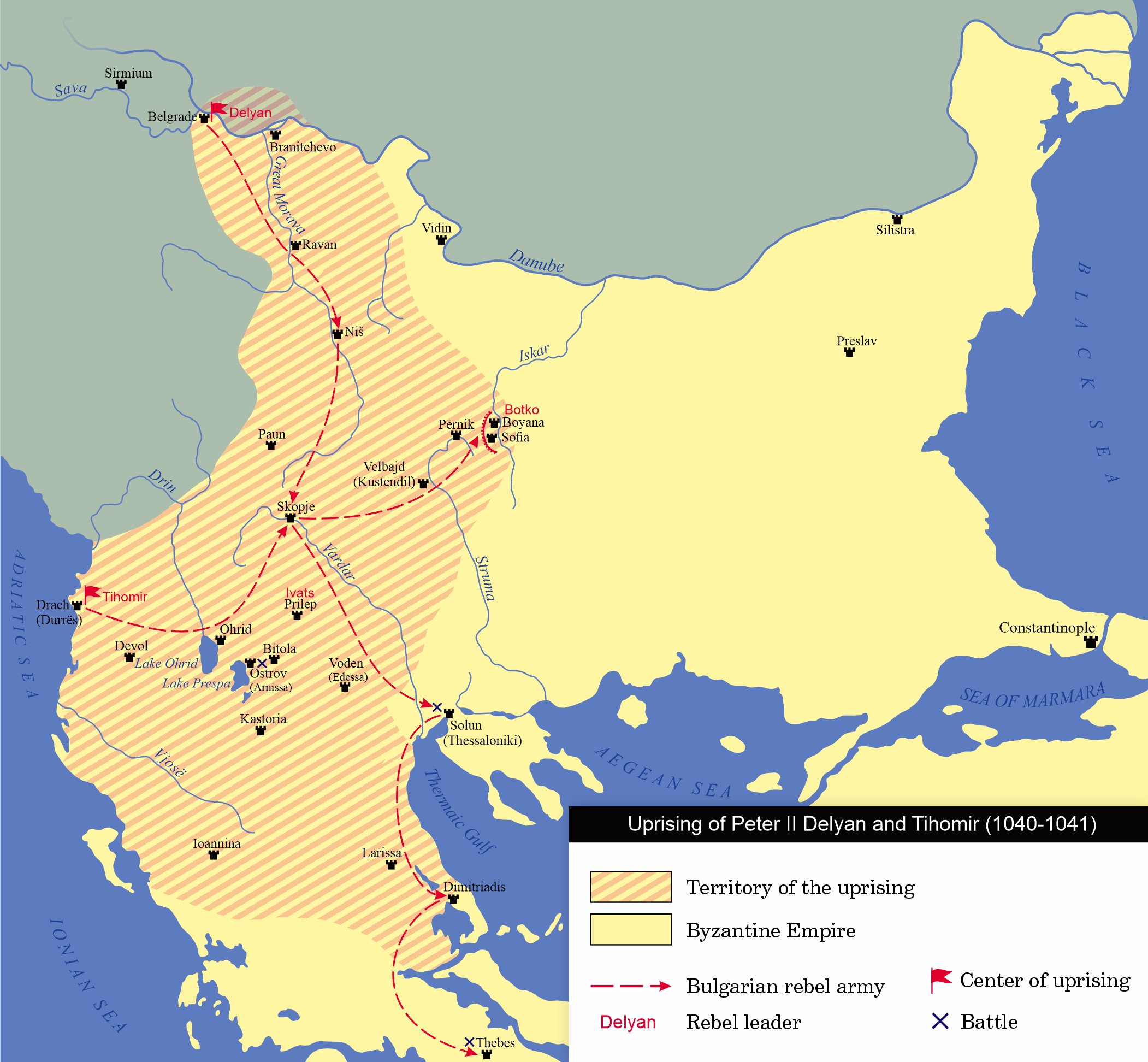
Восстание Петра II Деляна и Тихомира (1040—1041)

Довольно скоро восставшие установили контроль над северной частью Поморавле и захватили Белград. Предводитель восстания был провозглашён царём Болгарии в Белграде под именем Петра II. Кроме поддержки восставших, он, по всей видимости, получил помощь из Венгрии.
Пётр II Делян взял Ниш и Скопье, сначала объединившись с другим потенциальным лидером восстания по имени Тихомир, действовавшим в районе Дурреса, а потом уничтожив его. Затем Пётр II начал наступление на Фессалоники, где находился византийский император Михаил IV Пафлагонский. Михаил бежал, оставив казну некоему Михаилу Ивацу (вероятно, сыну Иваца, генерала царя Самуила), и тот, быстро покинув город, передал её Петру. Фессалоники остались под властью Византии, но вся Македония, Дуррес и части северной Греции были заняты войсками Петра. Это вызвало восстания славян против византийского владычества в Эпире и Албании.
После этого к армии Петра присоединился Алусиан, очевидно, бежавший от византийского двора, где он впал в немилость. Алусиан был сыном Ивана Владислава, брата и убийцы Гавриила Радомира, за сына которого себя выдавал Пётр. Пётр поставил Алусиана во главе войска, штурмовавшего Фессалоники. Осада города кончилась крупнейшим поражением восставших, войско прекратило существование, Алусиан едва спасся и вернулся к Петру в Острово. Там однажды ночью в 1041 году, воспользовавшись тем, что Пётр был невменяем, Алусиан отрезал ему нос и ослепил его кухонным ножом. Так как Алусиан происходил от Самуила, войска быстро признали его царём вместо Петра. Тем не менее, когда болгарские и византийские войска готовились к битве, Алусиан перешёл на сторону врага и отправился в Константинополь, где ему были возвращены его владения и присвоен высокий чин магистра.
В то же время ослеплённый Пётр II Делян вновь принял командование болгарскими войсками, против которых выступил Михаил IV Пафлагонский, собиравшийся воспользоваться ситуацией. В битве при Острово болгарские войска потерпели поражение. Пётр II Делян был взят в плен и увезён в Константинополь, где он, скорее всего, был казнён. Согласно некоторым легендам, он был отправлен в монастырь в долине Искыра, где позже умер.
Норвежские саги упоминают, что будущий норвежский король Харальд Суровый, входивший в состав варяжского отряда на стороне Византии, убил Петра на поле битвы. Эта версия также подтверждается короткой отсылкой в так называемой Болгарской Апокрифической Летописи.